# Roberto Baggio
Roberto Baggio, född 18 februari 1967 i Caldogno i provinsen Vicenza i Veneto, är en italiensk före detta fotbollsspelare. Han fick smeknamnet Il divino codino, som ungefär betyder den gudomliga hästsvansen, eftersom han under större delen av fotbollskarriären hade en liten hästsvans i kombination med att han bekänner sig till buddhismen.
Baggio var en av 90-talets bästa fotbollsspelare och rankas som en av Italiens bästa spelare genom tiderna.

## Karriär
Baggio började som sjuårig pojke i småstaden Coldogno med fotboll. Senare spelade även hans yngre bror Eddy i samma lag och i andra italienska regioner. Båda är inte släkt med fotbollsspelaren Dino Baggio. Baggio spelade i juni 1963 för första gången i ett seniorlag. När hans lag Lanerossi Vicenza flyttade upp i andra divisionen blev han utvald för Italiens U16-herrlandslag i fotboll.
Roberto Baggio spelade i anfallet, både som offensiv mittfältare och anfallare. Han spelade för några Italiens största klubbar, till exempel Juventus, Milan, Inter och Fiorentina och rankas som en av världens bästa fotbollsspelare genom tiderna. Han har blivit tilldelad Ballon d'Or och är med på Fifa 100-listan. I det italienska landslaget gjorde han fina insatser vid de tre världsmästerskap som han medverkade i. 

### VM 1990
I sitt första VM, 1990 på hemmaplan, gjorde Roberto Baggio två mål på fem matcher. Ett av dessa mål, det mot Tjeckoslovakien i den sista gruppsspelsmatchen, var ett solonummer som sedermera utsågs till turneringens vackraste. Italien missade att nå final efter att ha blivit utslaget mot Argentina i semifinalen efter straffsparksavgörande. I den efterföljande bronsmatchen gjorde Roberto Baggio sitt andra mål i turneringen. I samma match hade han möjlighet att slå en straffspark, men han överlät på Salvatore Schillaci att skjuta straffen så att denne kunde vinna VM:s skytteliga.

### VM 1994
Vid VM 1994 var förväntningarna höga på Italien i allmänhet och Roberto Baggio i synnerhet. Han hade ett par bra säsonger före VM och 1993 utsågs han till både Europas och världens bäste fotbollsspelare. Italien gick till VM-final mycket tack vare hans fem mål på sju matcher. Han gjorde avgörande mål i åttondels-, kvarts- och semifinal med välplacerade skott innanför stolpen eller via stolpen i mål. Finalen förlorades mot Brasilien och avgjordes med straffsparksläggning. Bland annat Roberto Baggio missade sin straff, något han själv sagt har retat honom i flera år efteråt. Efter VM-finalen avböjde han att äta middag med den italienska truppen, utan valde att låsa in sig i sitt hotellrum.  

### VM 1998
I och med VM 1998 gjorde Roberto Baggio sitt tredje och sista VM och han gjorde två mål och två målgivande passningar på fyra matcher. Italien blev återigen utslaget efter straffsparksavgörande, denna gång mot Frankrike i kvartsfinalen. Roberto Baggio räddade Italien från en fiaskostart på turneringen genom att ordna en straff i slutminuterna av matchen mot Chile och sedan själv skjuta in straffen till slutresultatet 2-2. Han blev då den första, och hittills enda italienska spelaren som gjort mål i tre olika världsmästerskap.
Sammanlagt spelade Roberto Baggio 16 VM-matcher och gjorde på dessa nio mål. Ingen annan italienare har gjort fler VM-mål än han. Av de straffsparksläggningar Italien var inblandat i under VM-turneringarna som han deltog i var han varje gång en av skyttarna och missade en gång.
Roberto Baggio avslutade sin fotbollskarriär våren 2004 i Brescia. Under hela sin professionella fotbollskarriär spelade han i Italien där han på 488 matcher gjorde 218 mål. I landslaget gjorde han 27 mål på 56 landskamper.

## Meriter

### Landslaget
- VM-turneringar: 1990 (brons), 1994 (silver), 1998

### Klubblag
- UEFA-cupmästare 1993 (Juventus)
- Serie A-mästare 1995 (Juventus)
- Vinnare av Coppa Italia 1994/1995 (Juventus)
- Serie A-mästare 1996 (AC Milan)
- UEFA-cup-finalist 1990 (Fiorentina)
- Coppa Italia-finalist 1992 (Juventus)
- UEFA-cup-finalist 1995 (Juventus)
- Coppa Italia-finalist 2000 (Inter)

### Personliga meriter
- Vald till Europas bäste fotbollsspelare U-23 1990
- Vald till Europas bäste fotbollsspelare 1993
- Vald till världens bäste fotbollsspelare 1993
- Vald till Allstarlaget i VM 1994
- Vald till Allstarlaget som 2002 mötte Zinedine Zidanes ihopsatta drömlag som mötte tidernas bästa fotbollsspelare i en välgörenhetsmatch.
- Golden Foot 2003